# خانه میرزا صارم اصلانی
خانه میرزا صارم اصلانی مربوط به دوره پهلوی است و در همدان، خیابان میرزاده عشقی، محله چرچره واقع شده و این اثر در تاریخ ۲۳ بهمن ۱۳۸۰ با شمارهٔ ثبت ۴۷۶۲ به‌عنوان یکی از آثار ملی ایران به ثبت رسیده است.